# 寉峯
隺峯（かくほう、1952年 - ）は、日本の将棋駒師。富士駒の会所属。山梨県在住。

## 来歴
東京都出身。富士駒の会の大澤富月に師事する。
2018年、竜王戦第3局において羽生善治竜王が駒検分において隺峯作の島柘植赤柾錦旗の駒を採択し、竜王戦第3局において使用された。

## 駒について
2013年、中田宏樹九段、師匠大澤富月とともに御蔵島へ木地の探索旅行に行く。
隺峯は「彫り駒」、「彫り埋め駒」は作製せず、「盛り上げ駒」のみ作製する駒師である。
駒師銘を勘案して何作かに「桂月（けいげつ）」、「都月（とげつ）」を経て「隺峯（かくほう）」と定めた。
日本将棋連盟、 将棋カレンダー2017の表紙で 桜井掬水（きくすい）、二代目大竹竹風（ちくふう）、大澤富月（ふげつ）、村川秀峰(しゅうほう)、桜井淘水(とうすい)、遠藤寉峯（かくほう）の将棋駒が駒写真で掲載された。
映画「聖の青春」の撮影にあたり、日本将棋連盟の退会駒が劇中撮影に使用された。